# Magical Starsign
Magical Starsign, conocido en Japón como Magical Vacation: Itsutsu no Hoshi ga Narabu Toki (マジカルバケーション 5つの星がならぶとき?), es un videojuego RPG para el Nintendo DS desarrollado por Brownie Brown. Es la secuela a un título de Game Boy Advance exclusivo para el mercado japonés, titulado Magical Vacation. Fue lanzado para Japón y América en el año 2006, y en Europa al año siguiente. 

## Jugabilidad
El jugador utiliza la pantalla táctil del Nintendo DS para interactuar y controlar a los personajes, mientras que la pantalla superior muestra información general del juego. Presenta un sistema de batalla por turnos, en el cual la posición de los planetas dentro del juego afecta la cantidad de daño infligida o recibida por cada personaje, los cuales están relacionados con un planeta en específico. 

### Astrolog
Hay 7 elementos diferentes en el juego (luz, oscuridad, fuego, agua, madera, tierra, y viento), los cuales corresponden a un planeta del sistema solar presente en el juego. El Astrolog sigue el movimiento de estos planetas, los cuales se desplazan en el sentido de las agujas del reloj alrededor de un punto central a medida que pasa el tiempo dentro del juego. La velocidad orbital de cada planeta varía según su medida y ubicación.

### Multijugador
Hasta seis jugadores pueden conectarse localmente (se requiere una tarjeta de juego para cada jugador), donde juegan con su equipo de personajes en un calabozo en el cual trabajan en equipo para derrotar monstruos y recolectar tesoros. Cada jugador recibe puntos por el daño hecho a los enemigos y los cofres conseguidos. Al final, el jugador con más puntos gana la partida. Los tesoros y la experiencia conseguidos en este modo de juego se trasladan a la aventura principal.

## Localización
Como suele pasar con los juegos RPG japoneses, la mayoría de los nombres en el juego fueron cambiados al traducirse a otros idiomas. En general, los personajes tienen nombres relacionados con comidas y bebidas, y cada especie tiene un tema relacionado con un tipo de alimento. Por ejemplo, los hombres topo del planeta Erd tienen nombres de queso (Bleu, Munster, Cheddar), mientras que los enanos presentan nombres de salsas y otros condimentos.

## Recepción
Magical Starsign recibió críticas positivas en general, alcanzando un promedio de 71% en GameRankings. IGN otorgó al juego un 7.5/10, mientras que Eurogamer puntuó al juego con un 8/10. En Japón, la revista Famitsu dio un veredicto de 31 de 40.